# Staffan Tapper

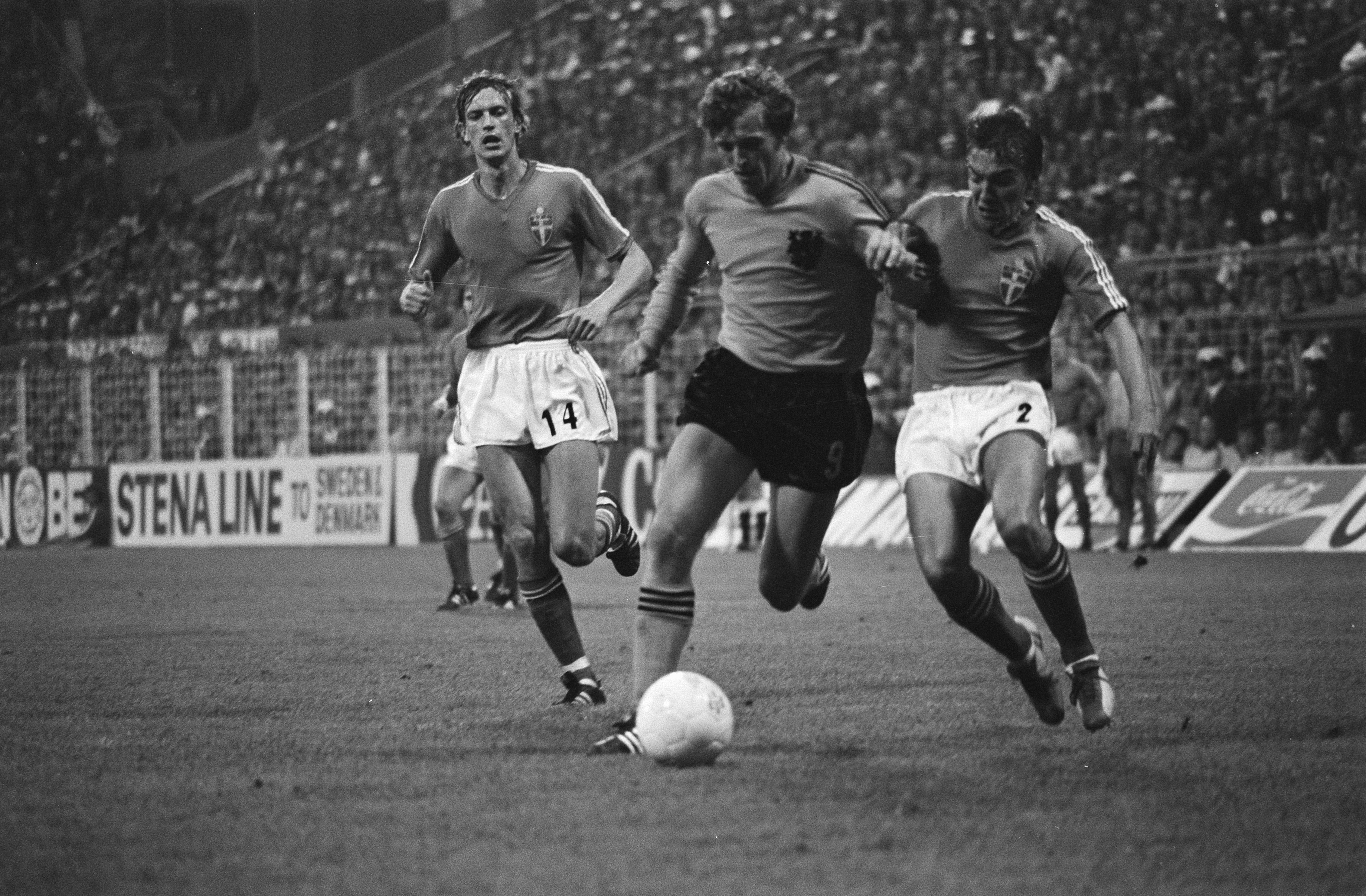
Staffan Tapper (till vänster) i VM-matchen mot Nederländerna 1974

Staffan Lars Anders Tapper, född 10 juli 1948 i Malmö, är en svensk tidigare fotbollsspelare (mittfältare). Han tog fyra SM-titlar med Malmö FF och spelade 36 landskamper för Sveriges landslag. När Malmö FF spelade Europacupfinalen 1979 var Tapper lagkapten och gick främst i ledet vid inmarschen.

## Biografi
Staffan Tapper är son till Börje Tapper som också tog tre SM-titlar med Malmö FF och även han spelade i landslaget. Tapper tillbringade ett år i Italien som barn då hans far var proffs i Genoa CFC. Han kom fram tidigt i Malmö FF och spelade i olika ungdomslandslag, bland annat gjorde han 22 U21-landskamper 1968–1972. Han var också del i det första pojklandslag som Svenska fotbollförbundet startade 1964. 1965 deltog han i en europeisk U19-turnering med pojklandslaget i Västtyskland. Han spelade ishockey i MFF:s ungdomslag (med bland andra Sven Melander) och deltog med Skånes lag i TV-pucken. Han tog studenten 1967 och läste sedan historia och pedagogik vid Lunds universitet. Studierna avbröts när han fick arbete på SE-banken via Malmö FF. Han gjorde sin värnplikt vid Södra skånska regementet.
Han debuterade i Allsvenskan för Malmö den tredje maj 1967 mot Örgryte IS (3–0). Hans första allsvenska mål följde mot Hammarby IF (4–2) senare samma år. Han kunde inte ta en ordinarie plats och gick miste om SM-tecknet och cupguldet 1967. En höjdpunkt under året var mötet med Liverpool FC på Anfield i Mässcupen. Han blev första gången svensk mästare under tränaren Antonio Duran 1970. Han spelade i ett Malmö FF som upplevde en storhetstid med spelare som Bosse Larsson, Roy Andersson och Krister Kristensson.
Tapper var inledningsvis anfallare men slog igenom som försvarare sedan han flyttats ner i Malmö FF:s backlinje där han beskrevs som en modern och offensiv back av den blivande förbundskaptenen Georg Ericson som även uttalade att "en så intelligent fotbollsspelare måste förr eller senare bli ett trumfkort också i landslaget". Däremot såg Ericson Tapper som mittfältare och hade redan siktet inställt på VM 1974 när han tillträdde posten som förbundskapten. Malmö FF:s tränare Antonio Duran jämförde Tappers spelstil och roll med Englands mittfältare Bobby Moore.
Under karriären kom flera rykten om proffsspel. Han kopplades bland annat ihop med PSV Eindhoven, VfB Stuttgart och Real Betis. Stuttgart var det mest konkreta då de lade ett bud men affären blev inte av.

### Landslaget
Det fanns stora förväntningar på Tapper när han togs ut i A-landslaget 1971 och beskrevs som "ämnad bli den nya landslagstidens galjonsfigur". Landslagsdebuten följde 1971 men slutade i förlust mot Israel (1–2). 1973 följde det första landslagsmålet när han gjorde matchens enda mål mot Island på Rimnersvallen i Uddevalla på frispark. Staffan Tapper var en av nyckelspelarna på mittfältet i det svenska landslaget under mitten av 1970-talet och medverkade vid VM 1974 och 1978. I landslaget är han bland annat ihågkommen för en straffsparksmiss då Sverige mötte Polen vid VM 1974 i Västtyskland.
Efter A-landslagsdebuten 1971 etablerade han sig på landslagsmittfältet under 1973. Under VM 1974 mötte Sverige Polen i det andra gruppspelets första match. Sverige gjorde en bra match men förlorade med matchens enda mål. Staffan Tapper missade en straff mot Polens målvakt Jan Tomaszewski. Ordinarie straffskytt Bo Larsson hade missat i en träningslandskamp mot Schweiz och valet föll därför på Tapper. Tapper hade då inte missat en straff på fyra år i Malmö FF. Sverige spelade sedan mot Västtyskland (2–4) och Jugoslavien (2–1) med en femteplats som slutresultat. 
Han missade flera landskamper då han drabbades av skador, bland annat muskelbristning och ett brott på vadbenet. Han gjorde comeback och spelade sin sista landskamper 1978. Han togs ut till VM och spelade de inledande matcherna mot Brasilien och Österrike som defensiv mittfältare. I matchen mot Österrike tvingades han efter 36 minuter gå ut skadad sedan han slagit upp sin vristskada. Det blev hans sista landskamp. För sina landskamper mottog Tapper hederstecknet Stora Grabbars märke.

### Europacupfinal med Malmö FF
Säsongen 1978–1979 skulle bli ett stort utropstecken för Malmö FF och Tapper som nådde finalen i Europacupen för mästarlag. Tapper uppmärksammades bland annat för insats i semifinalerna mot Austria Wien. Han avslutade spelarkarriären 31 år gammal, de sista åren drabbad av många skador. Han arbetade sedan på SE-banken där han även arbetade under fotbollskarriären. Under en period drev han även sportbutik i Skurup. 
Han har även engagerat sig i Malmö FF:s verksamhet genom böcker som Mer än bara fotboll – om fotbollsföreningen Malmö FF:s roll som samhällsbärare på och utanför planen och 
Bosse: en hyllning om Bo Larsson samt Stolt och stark. Om Eric Persson som byggde Europas näst bästa fotbollslag.

## Ledaruppdrag
Staffan Tapper har varit tränare i Skurups AIF. Han har varit lagledare i Malmö FF och blev ungdomsansvarig i klubben 2008. 2016 fick Tapper ansvar för guidade turer i Malmö FF:s nyöppnade museum.

## Meriter
- Svensk mästare: 1970, 1974, 1975 och 1977[1]
- Svenska cupen: 1973, 1974, 1975 och 1978[1]
- VM i fotboll: 1974, 1978
- Finalist i Europacupen 1979
- Kopia av Svenska Dagbladets guldmedalj (till Malmö FF) 1979[1]